# Se aprovechan
La obra Se aprovechan de Francisco de Goya y Lucientes (1746-1828) es la estampa número diecisiete de 82, de la serie Los desastres de la Guerra sobre la independencia española del imperialismo francés encabezado por Napoleón. En esta serie Goya intentó plasmar una imagen universal de la violencia que provocan las guerras y sus consecuencias.

## Descripción
En la imagen aparece un montículo de cadáveres, sobre ellos, dos personajes vivos, despojando a los cuerpos sin vida de sus vestiduras.

## Obras con las que tiene relación dentro de la serie
- Para eso habéis nacido (no. 12)
- Enterrar y callar (no.18)
- Será lo mismo (no. 21)
- Tanto y más (no. 22)
- Lo mismo en otras partes (no.23
- Caridad (no. 27)
- Cruel lástima! (no. 48)
- Las camas de la muerte (no. 62)
- Muertos recogidos (no.63)[4]

## Exposiciones de las que ha formado parte
- Francisco de Goya
- Francisco Goya. Sein leben im spiegel der graphik.
- Francisco Goya. Capricci, follie e disastri della guerra
- Goya et la modernité[4]